# قائمة الجنرالات الروس الذين قتلوا خلال الغزو الروسي لأوكرانيا 2022
خلال الغزو الروسي لأوكرانيا عام 2022، قُتل عددٌ كبيرٌ من الجنرالات الروس خلال المعارك الضاريّة التي شهدتها الأراضي الأوكرانيّة. أفادت مصادر أوكرانية حتى الرابع من أيّار/مايو 2022 مقتل 12 جنرالًا روسيًا خلال الغزو. جديرٌ بالذكرِ هنا أنّه كان من النادر مقتلُ جنرالاتٍ روس خلال المعارك التي خاضتها أو شاركت فيها روسيا ما جعلَ هذه الخسائر هي الأكبر لموسكو منذ الحرب العالمية الثانية. زعمَ كبار المسؤولين الأمريكيين أنَّ الولايات المتحدة قدمت معلوماتٍ استخباراتيةٍ عسكريّةٍ سمَحت للأوكرانيين باستهدافِ وقتل العديد من الجنرالات الروس الذين لقوا فعلًا حتفهم في المعارك ضدّ الجيش الأوكراني والفصائل التابعة له.

## القائمة
| الاسم             | الرتبة        | القيادة                                                        | تاريخ القتل          | الحالة         | معلومات إضافيّة |
| ----------------- | ------------- | -------------------------------------------------------------- | -------------------- | -------------- | --- |
| أندري سوكوفيتسكي  | جنرال         | نائبُ قائد جيشِ السلاح المشترك الحادي والأربعين                  | 1 آذار/مارس 2022.    | مؤكَّد رسميًا     | أطلقَ عليه قناصٌ النار في هوستوميل، في 28 شباط/فبراير 2022. سبق وأنْ شارك أندري سوكوفيتسكي في التدخل العسكري الروسي في الحرب الأهلية السورية، وضمّ روسيا لشبه جزيرة القرم عام 2014. أُبلغَ عن وفاته من قِبل ضابط مخابرات روسي متقاعد على موقع التدوين المصغَّر تويتر في الأول من آذار/مارس، وأكَّدت صحيفةٌ روسيةٌ على الإنترنت الخبر في 3 آذار/مارس 2022. |
| أندريه كوليسنيكوف | جنرال         | قائد جيش السلاح المشترك التاسع والعشرون                        | 11 آذار/مارس 2022.   | غير مؤكَّد رسميًا | قُتل في مكانٍ ما بالقربِ من ماريوبول. |
| أوليج ميتيايف     | لواء          | قائد الفرقة 150 بندقيّة آلية                                    | 15 آذار/مارس 2022.   | غير مؤكَّد رسميًا | قُتل في مكانٍ ما بالقرب من ماريوبول. |
| ياكوف ريزانتسيف   | فريق          | قائد جيش السلاح المشترك التاسع والأربعون                       | 25 آذار/مارس 2022.   | غير مؤكَّد رسميًا | زعمَ المسؤولون الأوكرانيون أنه قُتل نتيجةَ غارةٍ أوكرانيّةٍ على مركز قيادة جيش السلاح المشتَرك التاسع والأربعون في مطار تشورنوبايفكا في خيرسون. |
| فلاديمير فرولوف   | لواء          | نائب قائد الحرس الثامن بجيش التسليح المشتَرك                    | 16 نيسان/أبريل 2022. | Yes            | ولم يتم الإفصاح عن أي معلومات عن وفاته قبل إشعار جنازته في مقبرة سيرافيموفسكي، سانت بطرسبرغ بروسيا. |
| أندريه سيمونوف    | لواء          | رئيس قوات الحرب الإلكترونية، الحرس الثاني، جيش الأسلحة المشتَرك | 30 نيسان/أبريل 2022. | غير مؤكَّد رسميًا | قُتلَ جراء قصفٍ مدفعي استهدفَ مركز قيادة جيش السلاح المشترك الثاني في محيط مدينة إيزيوم التي احتلَّتها القواتُ الروسيّة. |
| كانامات بوتاشيف   | لواء (متقاعد) | غير معروف                                                      | 22 أيّار/مايو 2022.   | Yes            | قُتل في منطقة لوهانسك عندما أُسقطت طائرتهُ سوخوي سو-25 بصاروخ فيم-92 ستينغر. كان بوتاشيف قد تقاعدَ سابقًا من سلاح الجو الروسي بعدما تحطَّمت به طائرةُ سوخوي سو-27 في حدث سابق، وأشارت مصادر أوكرانية إلى أنه ربما جرى إعادتهُ لسلاح الجوّ للمشاركة في الحربِ على كييف كجزءٍ من مجموعة فاغنر التي تتبعُ موسكو.                                             |
| رومان كوتوزوف     | فريق          | قائد فيلق الجيش الأول، ميليشيا دونيتسك الشعبيّة                 | 5 حزيران/يونيو 2022. | Yes            | نقلَ مراسل التلفزيون الحكومي ألكسندر سلادكوف عبر تطبيق المراسلة تيليجرام خبر مقتل رومان خلال الحربِ الدائرة في أوكرانيا، وبحسب ما ورد فقد قُتل كوتوزوف بالقرب من قرية ميكولايفكا، بوباسنا رايون، في لوهانسك أوبلاست في اليوم التالي الذي رُقيَّ فيه.                                                                                               |

- أفادت وزارة الدفاع الأوكرانيّة في 23 نيسان/أبريل 2022 عن هجومٍ على مقرِّ قيادة جيش الأسلحة المشتركة الروسي رقم 49 في خيرسون أوبلاست، مما أسفرَ عن مقتل جنرالَيْنِ وإصابة أحدهم بجروح خطيرة. لم يتم الكشف عن اسمَيْ الجنرالين والمُصَاب الثالث.[28][29]

## تقارير خاطئة
| الاسم            | المرتبة | الموقع                                         | التاريخ              | التقرير الأولي | التصحيح |
| ---------------- | ------- | ---------------------------------------------- | -------------------- | --- | --- |
| ماغوميد توشايف   | جنرال   | قائد وحدات الحرس الوطني الشيشاني               | 26 شباط/فبراير 2022. | زُعم أنه قُتل خلال كمينٍ نصبته مجموعة خدمة أمن أوكرانيا في قافلةٍ حول هوستوميل، شمال غرب كييف. أعلن الجيش الأوكراني خبرَ وفاته، لكنّ الزعيم الشيشاني رمضان قديروف نفى ذلك ونشرَ مقطع فيديو ظهرَ فيهِ توشاييف على قيد الحياة، كما نشرَ منفذٌ إعلامي شيشاني مقطع فيديو قالَ إنه لتوشاييف وهو ينفي وفاته بتاريخِ السادس عشر من آذار/مارس 2022. | أكَّدت بي بي سي نيوز الروسيّة في 30 أيار/مايو أنه لا يزالُ على قيد الحياة.                                                                                          |
| فيتالي جيراسيموف | جنرال   | رئيس أركان جيش السلاح المشترك الحادي والأربعين | 8 آذار/مارس 2022.    | زُعم أنّه قُتل خارج خاركيف، وقد سبقَ وأن شاركَ فيتالي في الحرب الشيشانية الثانية، والتدخل العسكري الروسي في الحرب الأهلية السورية، وضمّ روسيا لشبه جزيرة القرم عام 2014. وقالت شبكة سي إن إن إنها لم تتحقَّق بشكل مستقلٍّ من وفاة جيراسيموف ولم يؤكّد الخبرَ المسؤولون الأمريكيون.                                                         | ذكرت وسائل الإعلام الروسية في 23 أيار/مايو أنَّ الجنرال جيراسيموف مُنحَ وسام ألكسندر نيفسكي نافيةً مزاعمَ مقتله.                                                      |
| أندريه موردفيشيف | فريق    | قائد الحرس الثامن بجيش السلاح المشترك          | 18 آذار/مارس 2022.   | زُعم مقتلُ أندريه في قصفٍ مدفعي أوكراني على مطار تشورنوبايفكا في منطقة خيرسون رايون، بحسبِ «معلومات أوليّة». | نُشرت مقاطع فيديو في 28 آذار/مارس تُصوّر لقاء قاديروف مع موردفيشيف وقادة آخرون في ماريوبول، وأكَّدت بي بي سي نيوز الروسيّة في 30 أيار/مايو أنه لا زالَ على قيد الحياة. |

## تحليلات
وجد المحللون في معهد القدس للأمن والاستراتيجيات والمعهد الفرنسي للعلاقات الدوليّة أن عدد الجنرالات الروس الذين قُتلوا خلال الغزو الروسي لأوكرانيا عام 2022 يُشير إلى أن الروح المعنويّة السيئة بين القوات الروسية، وأنَّ التقدم البطيء أجبرَ جنرالاتٍ رفيعي المستوى لتعريض أنفسهم للخطر في محاولةٍ لتحقيق الأهداف العسكريّة المحدّدة سلفًا. تعزو المخابرات البريطانية مقتل كبار القادة إلى ذهابهم إلى الميدان لقيادة العمليات بشكل شخصي بسبب «صعوباتٍ في القيادة والسيطرة»وكذا بسببِ «الأداء الروسي المتعثر على خطّ المواجهة».
بالإضافة إلى هؤلاء الجنرالات، فقد قُتل عددٌ من كبار الضباط على أيدي القوات الأوكرانيّة، ففي 23 آذار/مارس صرَّح المسؤول الأوكراني ميخايلو بودولاك أنَّ قواته قتلت «عشرات الضباط الآخرين». أحصَت ذا تايمز في ذلك اليوم مقتل 5 ضُباط روس رفيعي المستوى منذُ بداية الحربِ في أوكرانيا. أبلغت إم إس إن في 11 أيّار/مايو عن مقتلِ ما مجموعه 42 عقيدًا، وبحلول نهاية نيسان/أبريل، قُتل ما لا يقلُّ عن 317 ضابطًا روسيًا، ثُلثهم من القادة رفيعي المستوى. قال مسؤولٌ أوكراني لصحيفة وول ستريت جورنال إن وحدةً من المخابرات العسكريّة الأوكرانية كانت تجمعُ معلوماتٍ عن مواقع الضباط الروس، بما في ذلك الجنرالات وقادة المدفعيّة والطيارون. من بين الضحايا رفيعي المستوى في البحرية الروسية هناكَ النقيب الأول أندريه بالي، نائب قائد أسطول البحر الأسود، وهناكَ أيضًا أنطون كوربين قائد الطرَّاد الروسي موسكفا، على الرغم من أن الروس لم يؤكدوا خبر مقتله بشكلٍ رسمي.
الجيشُ الروسي هو صاحب ثُقلٍ كبيرٍ، حيث يلعب الجنرالات دورًا أكبر في العمليّات اليومية مقارنةً بالجيوش الأخرى. مُنحَ قادة الكتائب الروسيّة مزيدًا من السلطة قبل غزو أوكرانيا بثلاثِ سنواتٍ فقط. وفقًا لمحللين ومسؤولين غربيين، فقد نشرت روسيا ما يقربُ من 20 فريقًا أولًا في أوكرانيا. على نفس الجانب فقد وصفَ مايكل ماكفول، السفير الأمريكي السابق في روسيا عدد الجنرالات الروس الذين قُتلوا بـ «الرقم الصادم»، بينما أشارَ ديفيد بتريوس المدير السابق لوكالة المخابرات المركزية، إلى أنه من «النادر جدًا» قتلُ العديد من الجنرالات خلال الحروب، وأنَّ الجيش الأوكراني كان «يصطادهم من اليسار واليمين». ذكرت صحيفة واشنطن بوست أن الجنرالات الروس «قُتلوا [في أوكرانيا] بمعدلٍ لم نشهده منذ الحرب العالمية الثانية».
يُعزى مقتل الضباط والجنرالات الروس على خطِّ المواجهة إلى عدد من نقاط الضعف الروسية في أوكرانيا، بما في ذلك استخدام الاتصالات غير الآمنة وتحرك الضباط إلى خط المواجهة لتعزيزِ «المعنويات المتدهورة» ومعالجة قضايا الانضباط، مثل النهب، فيمَا يُعزى استخدام الهواتف غير الآمنة إلى فشل نظام تكنولوجيا الهاتف الآمن في روسيا، ففي آذار/مارس 2022، قال اثنان من المسؤولَيْن العسكريين الأمريكيين لصحيفة نيويورك تايمز إنَّ الجنرالات الروس في أوكرانيا أجروا محادثاتٍ في كثيرٍ من الأحيان على هواتف وأجهزة راديو غير آمنة، وأنه في حالة واحدةٍ على الأقل، قُتل جنرالٌ وفريقهُ بعد أن اعترضَ الأوكرانيون مكالمةً له ونجحوا على إثرها في تحديدِ موقعه الجغرافي ثمّ هاجموه هناك. ذكرت صحيفة نيويورك تايمز أيضًا أن المخابرات الأمريكية قدمت معلومات استخباراتية لمساعدة الجيش الأوكراني على استهدافِ الجنرالات الروس.